# Woodrow Wilson Awards
Els Woodrow Wilson Awards (o Premis Woodrow Wilson) són una sèrie de premis distribuïts pel Woodrow Wilson International Center for Scholars (o Centre Internacional per a Acadèmics Woodrow Wilson) del Smithsonian Institution. Es donen als individus en l'àmbit públic i privat els quals han demostrat un compromís excepcional amb el somni del president Woodrow Wilson, en la política, en la docència i en la política d'integració pel ben comú.